# Aphelandra guerrerensis
Aphelandra guerrerensis är en akantusväxtart som beskrevs av Wasshausen. Aphelandra guerrerensis ingår i släktet Aphelandra och familjen akantusväxter. Inga underarter finns listade i Catalogue of Life.